# Sencenac-Puy-de-Fourches
Sencenac-Puy-de-Fourches (okzitanisch Cencenac e Puei de Forchas) ist eine frühere französische Gemeinde mit 277 Einwohnern (Stand 1. Januar 2022) im Norden des Départements Dordogne in der Region Nouvelle-Aquitaine (vor 2016 Aquitaine). Die Gemeinde gehörte zum Arrondissement Nontron (bis 2015 Périgeux) und zum Kanton Brantôme. Zuständiger Gemeindeverband war die Communauté de communes Dronne et Belle. Die Einwohner werden Podofocadiens bzw. Podofocadiennes genannt.

## Etymologie
Das Französische männliche Substantiv puy (Berg, Hügel und allgemein Erhebung) leitet sich ab vom Lateinischen podium (Fuß, Basis, Podest, Balkon). Das weibliche Substantiv fourche bedeutet Gabel, Forke und abgeleitet (Weg)Gabelung, Kreuzung und ging aus dem Lateinischen furca hervor. Puy-de-Fourches meint somit hochgelegene Wegegabelungen. Der Ursprung von Sencenac ist nicht eindeutig. Es wird angenommen, dass der Ortsname aus den gallorömischen Eigennamen Censius oder Cincinus hervorgegangen ist – gefolgt von dem Suffix -acum (Gut, Herrschaft oder Domäne des). Mit Censiacum bzw. Cinciniacum ist somit der Besitz des Censius oder des Cincinus gemeint.

## Geographie

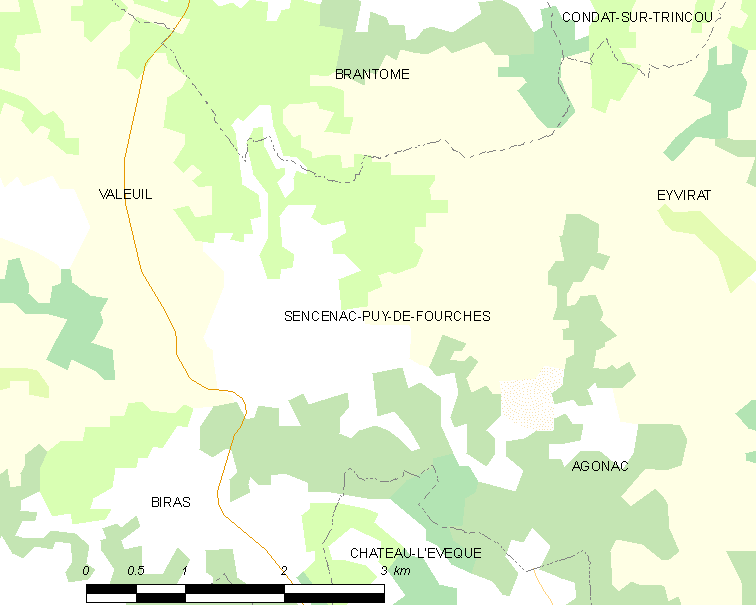
Lagekarte von Sencenac-Puy-de-Fourches

Sencenac-Puy-de-Fourches liegt vierzehn Kilometer nordnordwestlich von Périgueux im Périgord, genauer im Périgord central bzw. im Übergangsbereich vom Périgord vert zum Périgord blanc. Nach Brantôme im Norden sind es sechs Kilometer. Die Gemeinde fällt bereits in den Einzugsbereich von Périgueux.
Umgeben wird Sencenac-Puy-de-Fourches von den Nachbargemeinden und delegierten Gemeinden:
| Valeuil (Commune déléguée) | Brantôme en Périgord (Commune déléguée)     |                            |
|                            | Kompassrose, die auf Nachbargemeinden zeigt | Eyvirat (Commune déléguée) |
| Biras                      | Château-l’Évêque                            | Agonac                     |

Die Gemeinde besteht neben den beiden Ortskernen Sencenac und Puy-de-Fourches aus folgenden Geländepunkten, Weilern und Gehöften:
Fricart, Grange-Douville, Jambe Grosse, La Besse, La Boïne, La Borie, La Forêt, La Riale, La Rousselie, La Séguinie, La Vialle, Ladoux (Le Ladoux), Le Breuil, Le Gilet, Le Grand Claud, Le Sezaral, Le Taboury, Le Temple, Le Teyrat, Le Tuquet, Les Branilles, Les Chaufours, Les Eyssards, Les Jarrisses, Les Mariettes, Leyparre, Maison Pécou und Puychautu.
Der topographisch niedrigste Punkt der Gemeinde Sencenac-Puy-de-Fourches liegt auf 128 Meter im äußersten Nordwesten bei Le Sezaral an der Gemeindegrenze zu Brantôme. Der höchste Punkt nimmt 234 Meter ein und befindet sich an der Südwestecke bei Puy-de-Fourches an der D 939. Die absolute Höhendifferenz beträgt 106 Meter, die durchschnittliche Meerhöhe 181 Meter. Das Rathaus in Puy-de-Fourches kommt auf 218 Meter zu liegen.
Die Gemeinde besitzt eine Gesamtfläche von 10,79 Quadratkilometer.

### Verkehrsanbindung
Die Ortschaft Puy-de-Fourches liegt unmittelbar an der D 939 von Brantôme nach Périgueux. Von hier zweigt die D 106 nach Osten in Richtung Agonac ab. Die D 69 von Brantôme nach Agonac streift für einen Kilometer die Nordostgrenze. Die 3 Kilometer weiter östlich liegende Ortschaft Sencenac kann nur über Kommunalstraßen erreicht werden, am einfachsten von der D 106 aus, welche rund 700 Meter im Süden vorbeizieht und an die D 939 anbindet.

### Bodenbedeckung
Die Bodenbedeckung der Gemeinde Sencenac-Puy-de-Fourches schlüsselt sich im Jahr 2012 gemäß der europäischen Datenbank CORINE Land Cover (CLC) wie folgt auf:
- Wälder oder seminaturelle Ländereien – 29,3 %
- heterogene landwirtschaftliche Nutzung – 33,7 %
- Ackerland – 37,0 %
- Wiesen – unter 0,5 %.

Die landwirtschaftliche Nutzung steht mit 71,2 % deutlich im Vordergrund.

## Hydrographie
Die Gemeinde Sencenac-Puy-de-Fourches verfügt über keinerlei Wasserläufe, die Talungen sind alles Trockentäler. Ausgenommen hiervon ist ein kleiner Bach bei Sencenac und sein rechter Seitenarm, der zu einem Weiher aufgestaut ist. Durch die Gemeinde läuft in nordöstlicher Richtung die Wasserscheide zwischen dem Flusssystem der Dronne im Westen und der Isle im Osten. Der Nordwesten wird von einem stark verzweigten Trockentalsystem beherrscht, welches in Richtung Dronne hinausläuft und bei Les Rebières (Gemeinde Brantôme) linksseitig einmündet. Es entsteht am Höhenrücken zwischen Puy-de-Fourches und Grange Douville. Die Trockentäler im Osten und der Wasserlauf bei Sencenac sammeln sich im Ruisseau l’Alemps, einem rechten Nebenfluss der Beauronne. In der Südwestecke des Gemeindegebiets wird ein nach Westen verlaufendes Trockental berührt, aus welchem die Valade bzw. Veyssonie hervorgeht. Diese entwässert nach Westen zur Donzelle, einem linken Nebenfluss der Dronne. Die beiden Trockentäler südöstlich von Le Ladoux schließlich gehören zu einem rechten namenlosen Nebenfluss der Bauronne, der bei Preyssac (Gemeinde Château-l’Évêque) mündet.
Die Vorfluter Beauronne und Donzelle gehören zum Flusssystem Isle-Dronne.

## Geologie

Geologische Karte von Brantôme en Périgord. Sencenac-Puy-de-Fourches kommt im untersten Mittelabschnitt zu liegen.

Die Gemeinde Sencenac-Puy-de-Fourches liegt vollständig auf flachliegenden Sedimenten des nördlichen Aquitanischen Beckens. Die anstehende Schichtenfolge stammt aus der Oberkreide und reicht vom Oberturon über Coniacium und Santonium zum Untercampan.

### Schichtenfolge
Die Schichtenfolge in Sencenac-Puy-de-Fourches besteht aus Sedimenten der Oberkreide und reicht vom oberen Angoumien bis zum Campanium 1. Das zuunterst liegende obere Angoumien oder Angoulême-Formation (Formation c3c) besteht aus kryptokristallinen, kiesartigen Kalken und kreidigen, rudistenführenden Kalken des Turoniums. Sie erscheinen gerade noch am Trockental an der Nordwestecke. Darüber legt sich Coniacium (Formation c4) – harte, kristalline Fossilkalke, die auch sandige Lagen aufweisen. Das Coniacium steht vor allen Dingen bei La Besse im Nordwesten an. Sodann erscheint Untersanton (Formation c5a) – graue, glaukonithaltige, plattige Kalke – zu sehen im Osten (unter anderem an der Ortschaft Sencenac) und im Süden. Es wird von Mittel- und Obersanton (Formation c5b-c) abgedeckt. Hierbei handelt sich um mergelige Kalke mit Austernschill, siltige Mergel und graue, kreidige, glaukonithaltige Kalke mit schwarzem Silex. Mittel- und Obersanton bilden die Hochlagen zwischen Le Teyrat und Puy-de-Fourches. Das abschließende Campanium 1 mit den Biozonen c I und c II wird von weichen, mergeligen, weißlichen Kreidekalken aufgebaut, welche grauen Silex enthalten. Es krönt den höchsten Punkt mit 234 Meter im Südwesten.

### Lockersedimente
Kolluviale Lockersedimente der Formation ACS bedecken die Oberkreide im Süden des Gemeindegebiets. Sie stammen aus dem Pleistozän und bestehen aus tonigen Sanden und enthalten schwarzen Silex, der vorwiegend aus dem Santonium, aber auch aus dem Coniacium hervorgegangen ist. Erwähnenswertswert ist eine in ihnen auftretende Doline (südlich von Le Ladoux).
Die Talungen der Trockentäler sind von würmzeitlichem, gemischtem Kolluvium aus tonigen Sanden und Kalkbruchstücken (Formation CF-c) ausgekleidet.

### Bohrungen
In der Gemeinde Sencenac-Puy-de-Fourches wurden drei Bohrungen zur Wasserversorgung der Landwirtschaft niedergebracht. Anvisiert wurden die Grundwasserleiter im Turonium und im Oberjura (Kimmeridgium). Die Bohrung westlich von Les Eyssards bei La Boïne setzte in Coniacium an und traf in 37 Meter Teufe auf Turonium. Zwischen 143 Meter und 158 Meter Teufe wurde Cenomanium durchfahren – Sande und sandige oder dolomitische Kalke. Darunter erschien dann Kimmeridgium bis zur Endteufe von 163 Meter. Portlandium wurde nicht angetroffen. Die anderen Bohrungen bei La Borie Fricart und bei Leyparre, niedergebracht in Untersanton, zeigten ein vergleichbares Bild.

## Geschichte

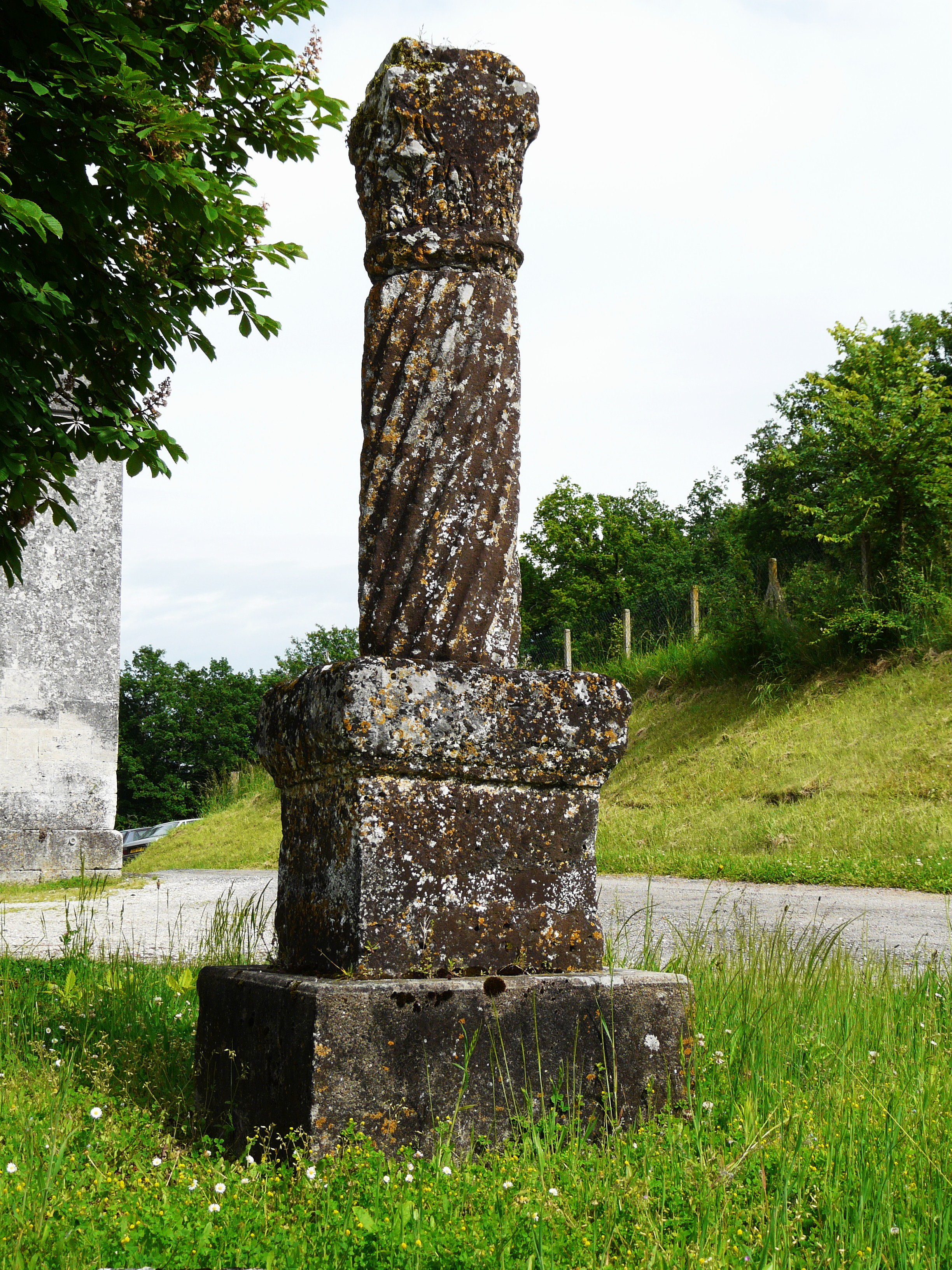
Römersäule vor Saint-Symphorien

Die Römer hinterließen im 3. Jahrhundert eine Säule, die jetzt vor der Ortskirche in Sencenac steht. Ältestes Bauwerk in der Gemeinde ist die romanische Ortskirche Saint-Symphorien, die im 12. und 13. Jahrhundert erbaut wurde. Im 16. Jahrhundert entstanden die Anwesen von La Vialle und von Borie-Fricart. Die Ortskirche von Puy-de-Fourches wurde erst im 19. Jahrhundert errichtet.
Im 12. Jahrhundert war Sencenac noch als Cenzenac bekannt. Dies änderte sich dann über Saint Senat im 17. Jahrhundert zu Seinsenac im Jahr 1732, zu Sensenac, zu Saint Cenac im Jahr 1793 und zu Sincenac im Jahr 1801. Puy-de-Fourches lautete Podium Furcarium im Jahr 1392, Puy de Forchas im Jahr 1460 und Puy de Fourche im Jahr 1793.
Im Jahre 1829 fusionierten die Gemeinden Sincenac und Puy-de-Fourches unter dem Namen Sencenac-Puy-de-Fourches.
Der Erlass vom 6. November 2018 legte mit Wirkung zum 1. Januar 2019 die Eingliederung von Sencenac-Puy-de-Fourches als Commune déléguée zusammen mit den früheren Gemeinden Brantôme en Périgord, Eyvirat, La Gonterie-Boulouneix, Saint-Crépin-de-Richemont, Cantillac und Valeuil zur neuen Commune nouvelle Brantôme en Périgord fest.

## Bevölkerungsentwicklung
Nach Beginn der Aufzeichnungen stieg die Einwohnerzahl in der ersten Hälfte des 19. Jahrhunderts auf einen Höchststand von rund 505. In der Folgezeit setzte eine Phase der Stagnation ein, die die Zahl der Einwohner bei kurzen Erholungsphasen bis zu den 1980er Jahren auf 176 Einwohner sinken ließ, bevor eine Phase moderatem Wachstums einsetzte.
| Jahr | Einwohner |  |
| 1962 | 207       |  |
| 1968 | 221       |  |
| 1975 | 191       |  |
| 1982 | 176       |  |
| 1990 | 180       |  |
| 1999 | 193       |  |
| 2005 | 196       |  |
| 2006 | 199       |  |
| 2010 | 230       |  |
| 2011 | 239       |  |
| 2015 | 232       |  |
| 2018 | 238       |  |
| 2020 | 275       |  |

Quelle: INSEE
Die Bevölkerungsentwicklung in Sencenac-Puy-de-Fourches war von 1968 bis 1982 leicht rückläufig, stabilisierte sich dann aber. Die Gemeinde erlebte ab 2006 einen starken, in zwei Pulsen erfolgenden Wiederanstieg.
Die Bevölkerungsdichte in Sencenac-Puy-de-Fourches beträgt 25,5 Einwohner pro Quadratkilometer.

## Verwaltung
Bürgermeister der jetzigen Commune déléguée ist seit Mai 2020 Thierry Jean.

## Sehenswürdigkeiten
- Gallorömische Säule aus dem 3. Jahrhundert, seit dem 27. Januar 1948 als Monument historique klassifiziert
- Ortskirche Saint-Symphorien in Sencenac aus dem 12./13. Jahrhundert
- Ortskirche Saint-Mandé-et-Notre-Dame in Puy-de-Fourches aus dem 19. Jahrhundert
- Herrenhaus La Borie-Fricart aus dem 16. Jahrhundert
- Herrenhaus Le Teyrat
- Adelssitz von La Vialle.

## Photogalerie

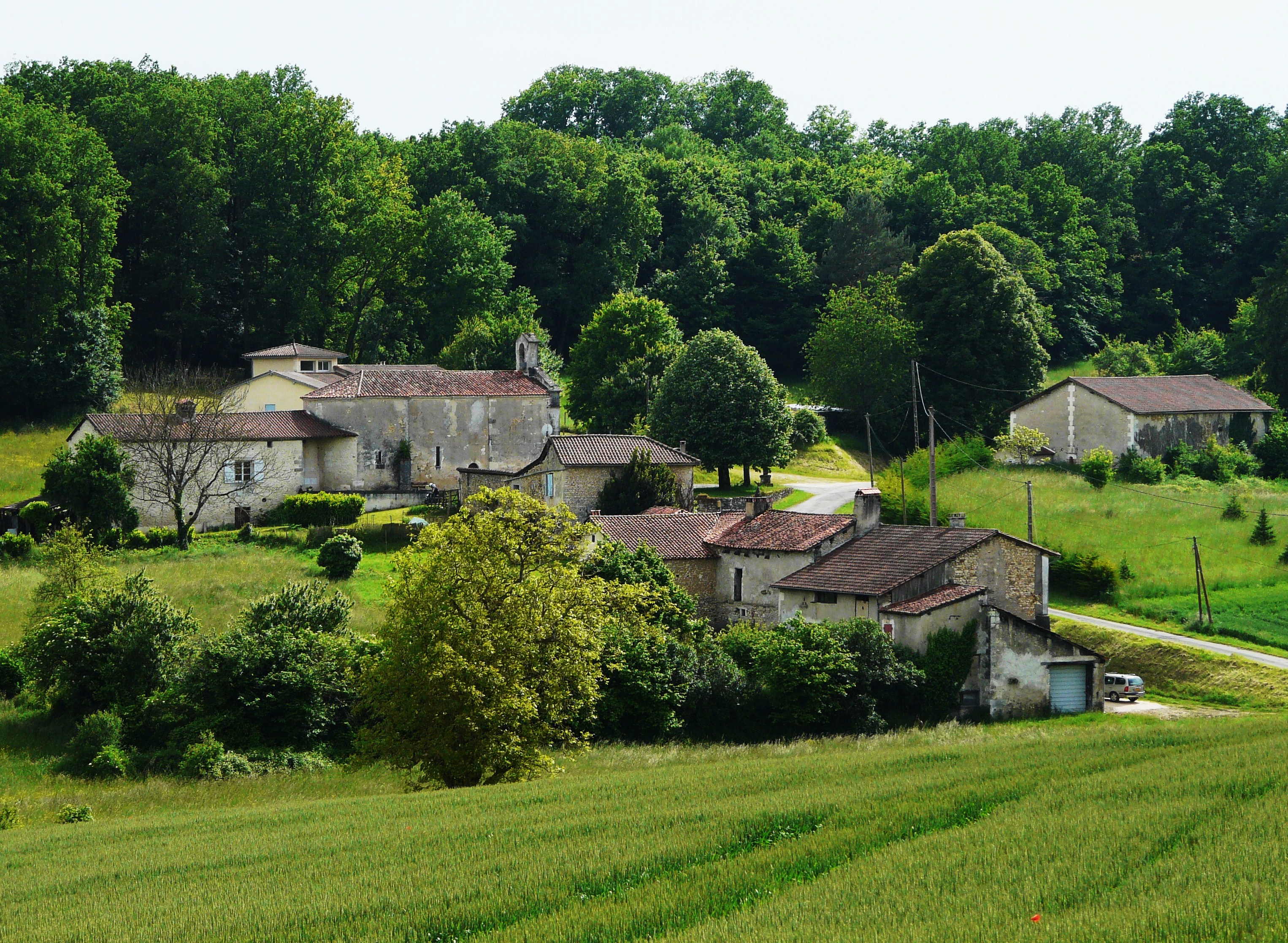
Ortskern von Sencenac von Norden
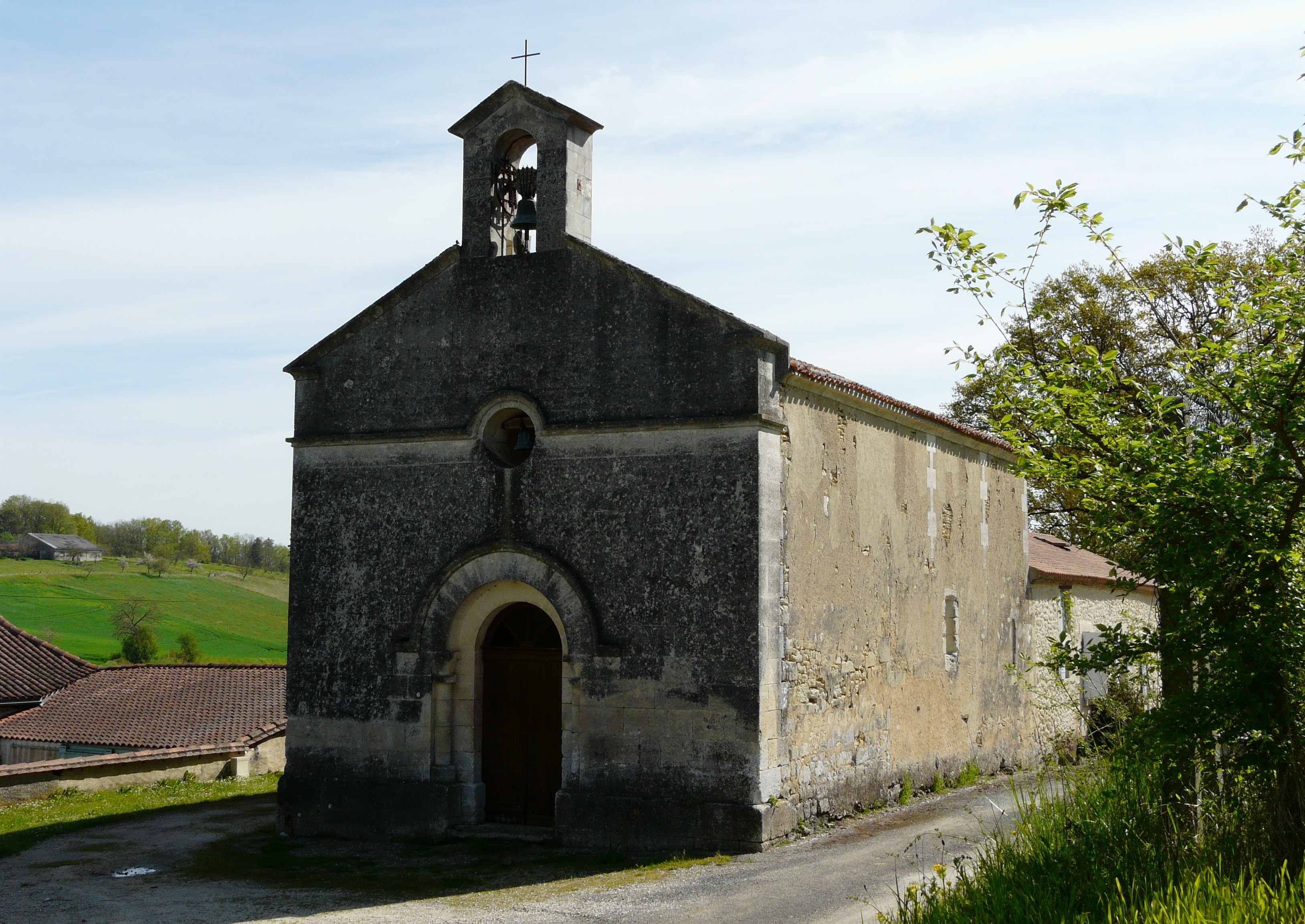
Ortskirche Saint-Symphorien
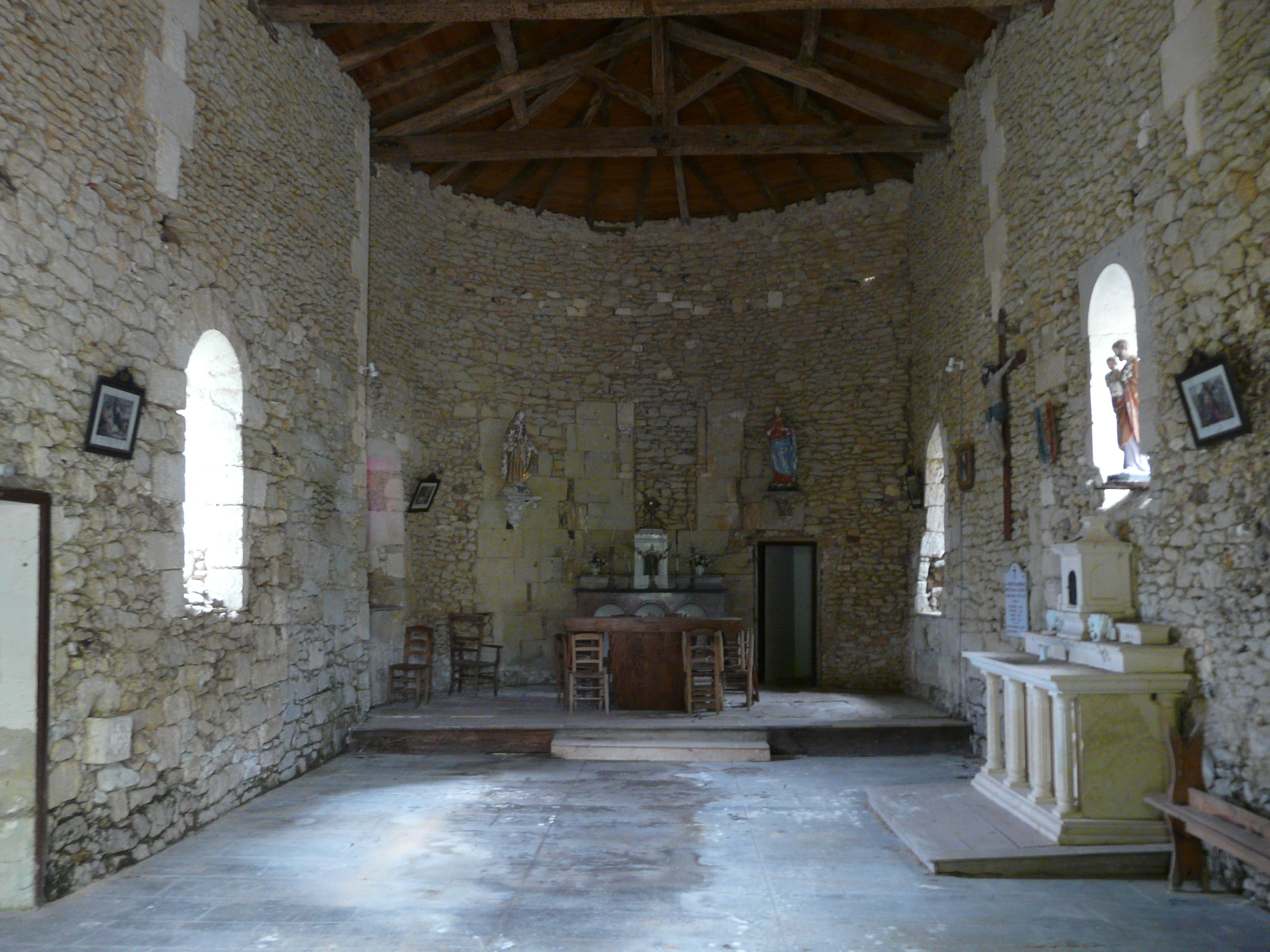
Kirchenschiff von Saint-Symphorien
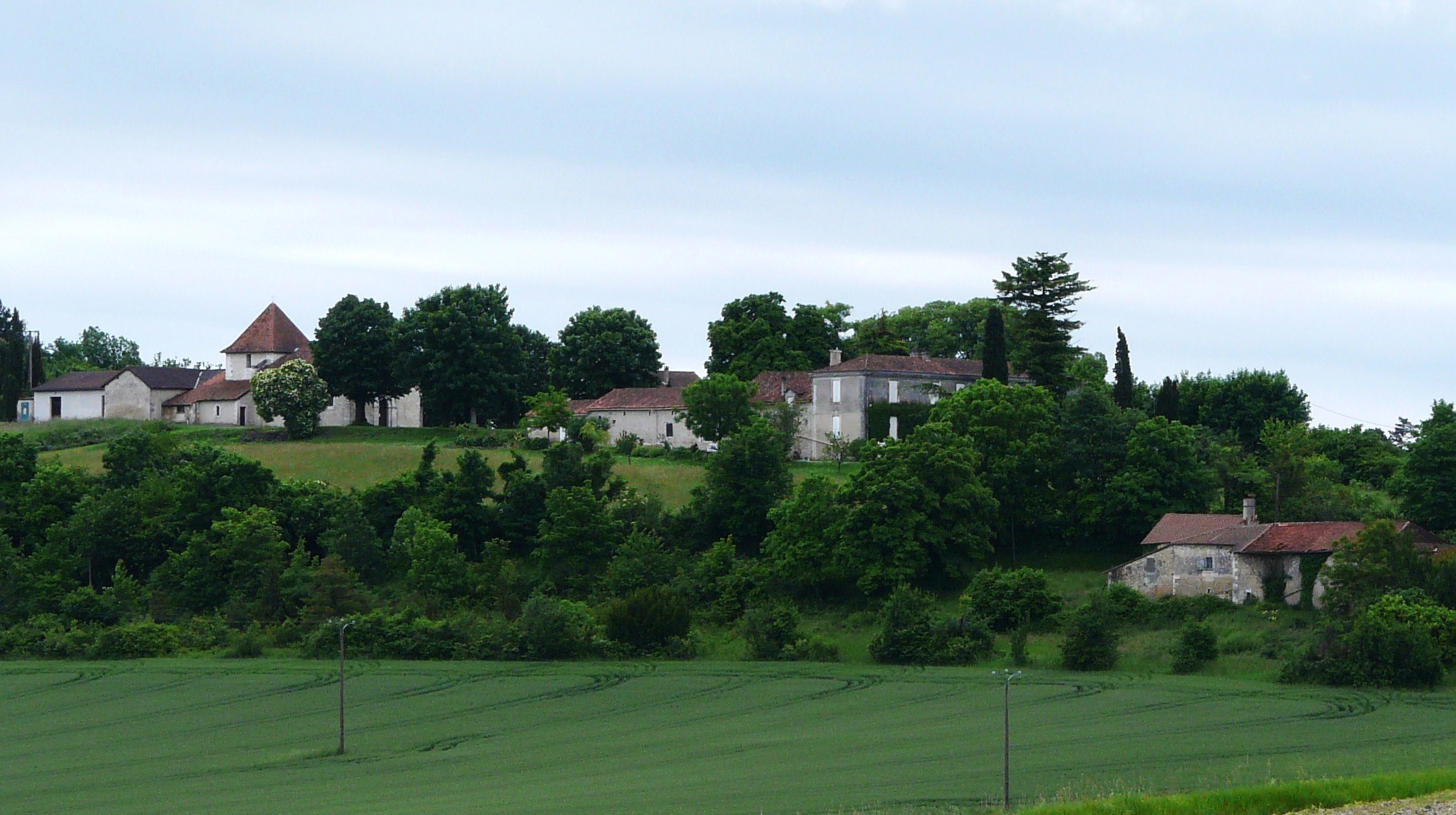
Ortskern von Puy-de-Fourches von Norden
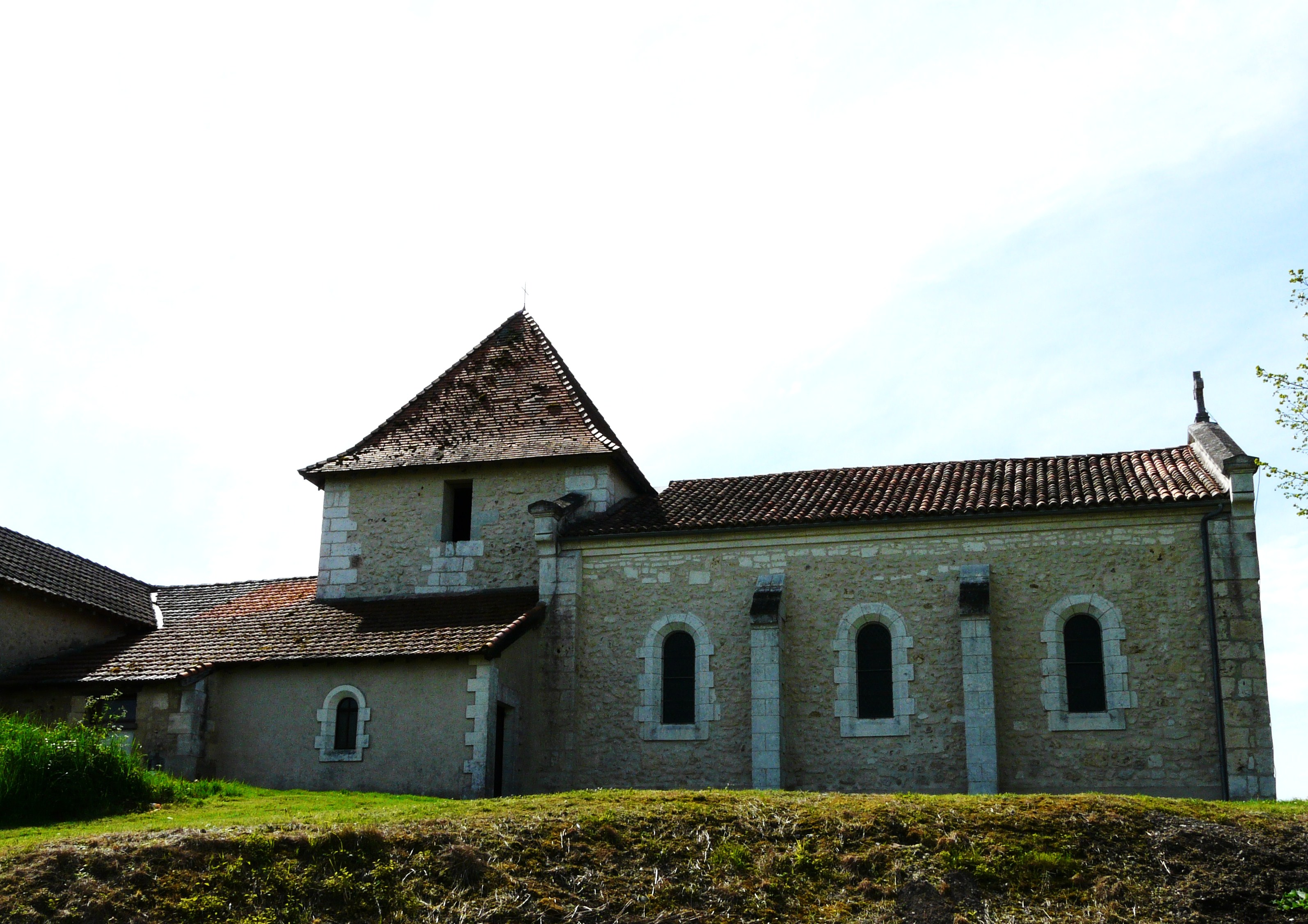
Ortskirche Saint-Mandé-et-Notre-Dame
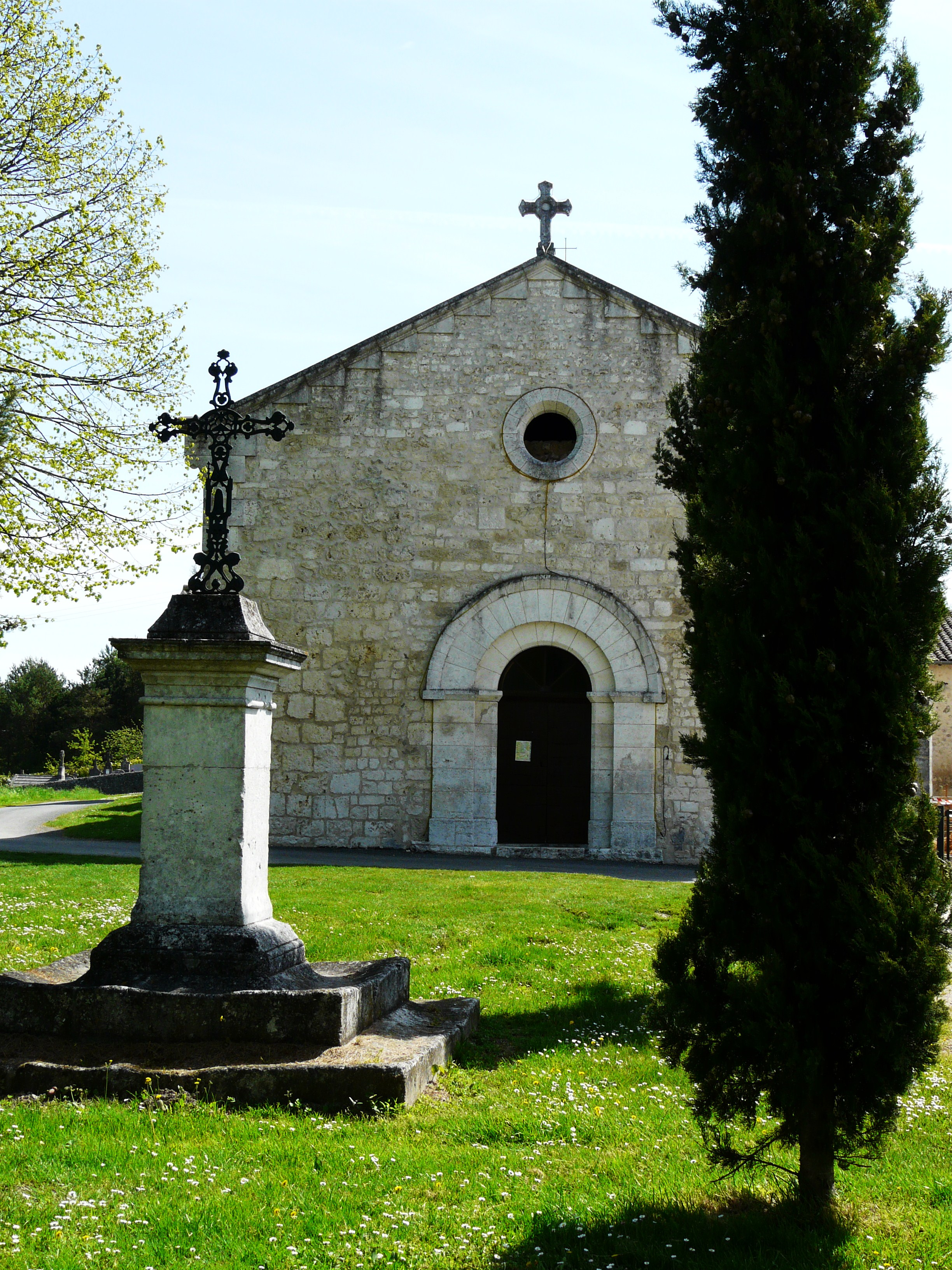
Portalseite von Saint-Mandé-et-Notre-Dame
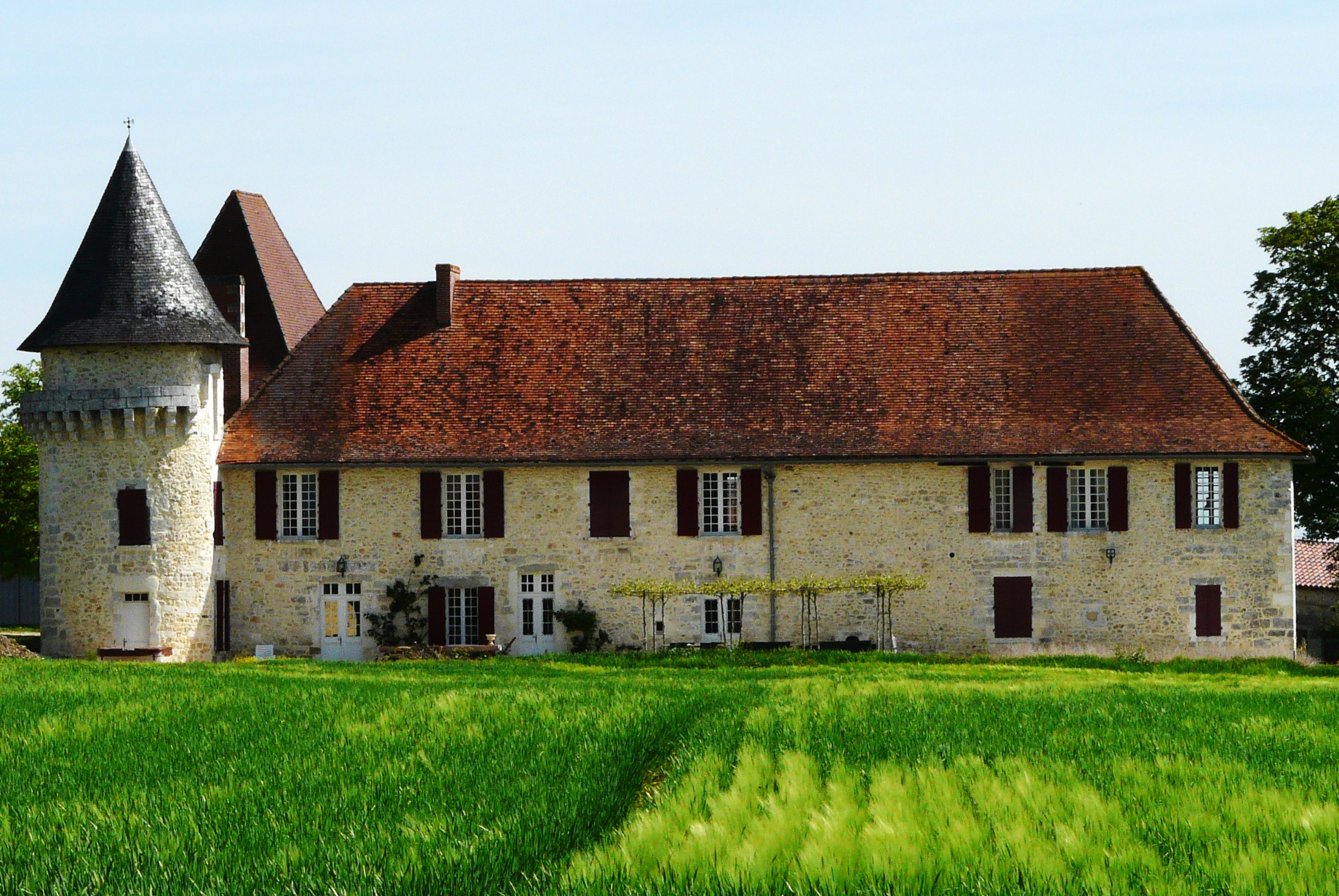
Herrenhaus La Borie-Fricart
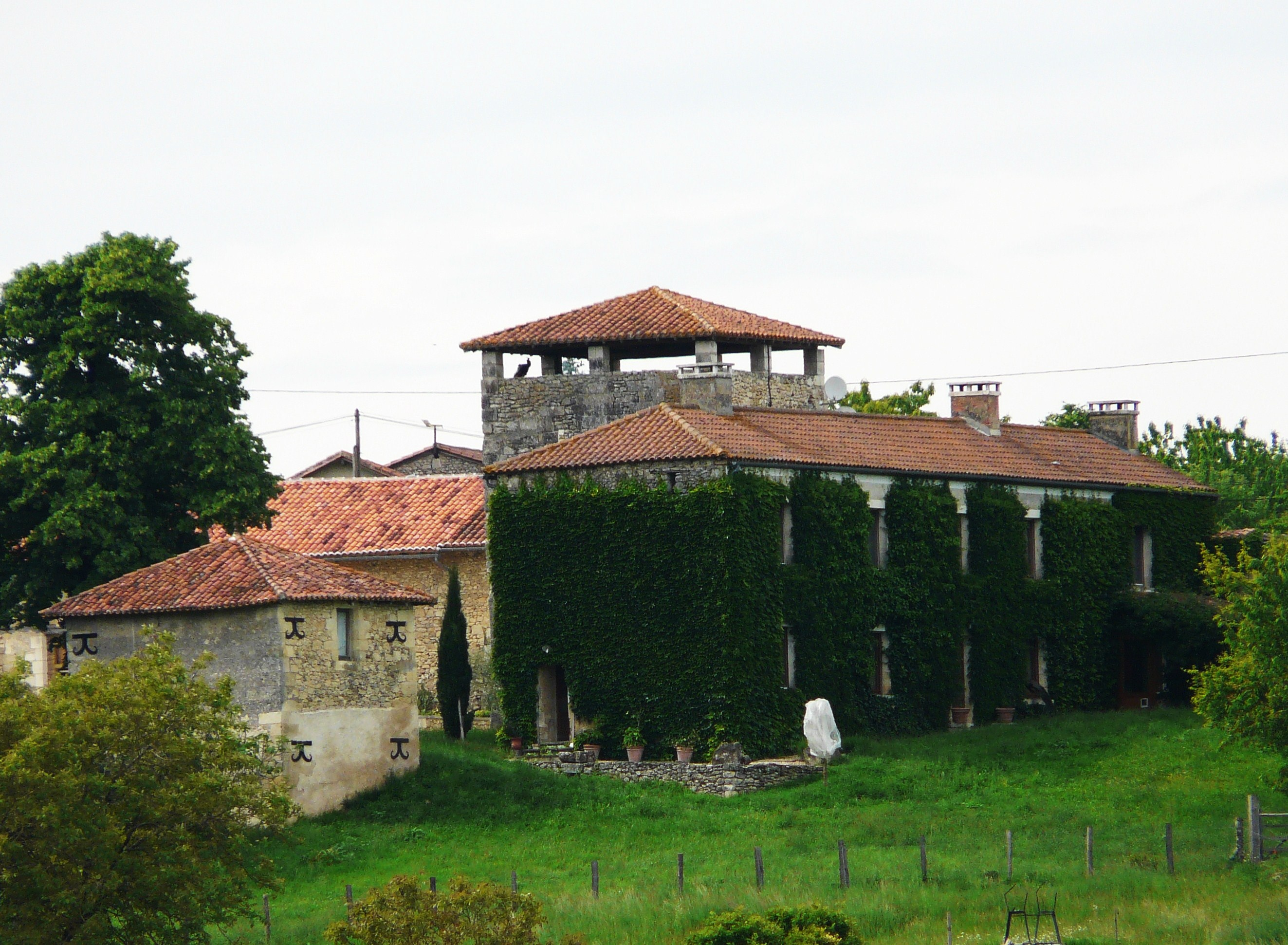
Herrenhaus Le Teyrat
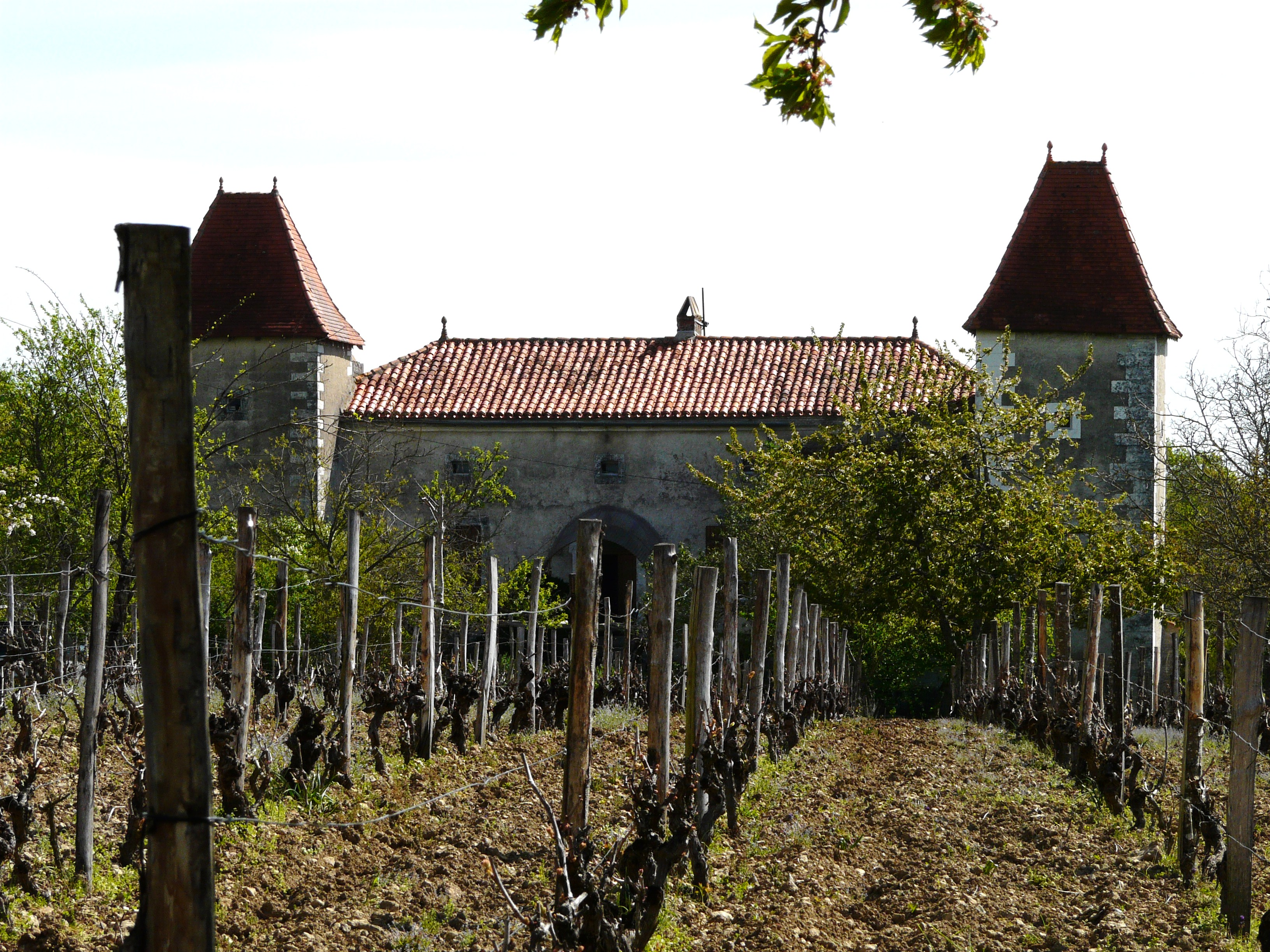
Anwesen von La Vialle